# Ellen Appelberg
Ellen Lovisa Appelberg (senare Appelberg-Collijn), född 20 februari 1878 i Härnösand, död 1 februari 1960 i Engelbrekts församling, Stockholm, var en svensk skådespelare.

## Familj

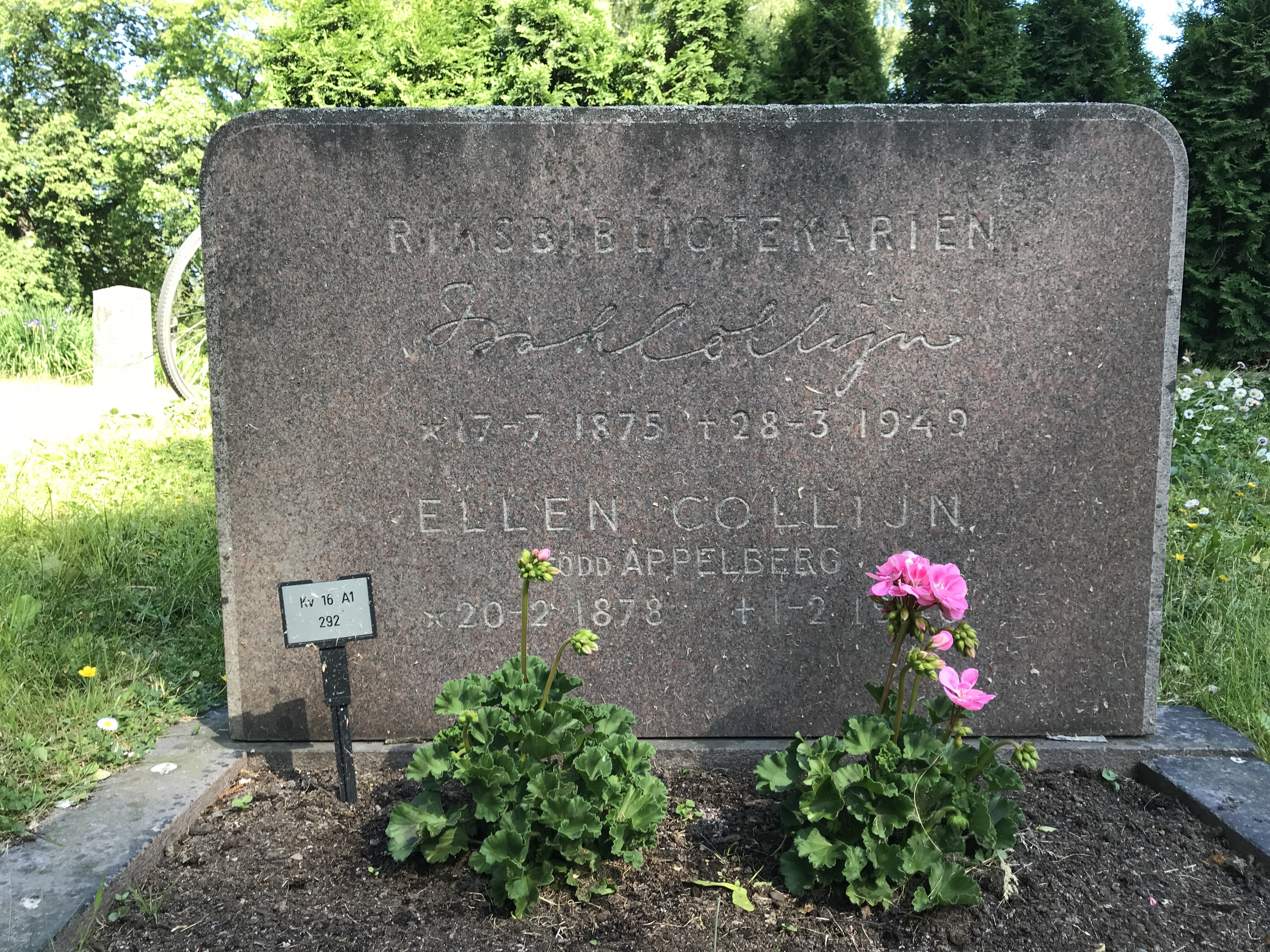
Gravvård Norra begravningsplatsen

Ellen Appelberg var dotter till stadsarkitekten Per Appelberg och dennes hustru Rosa Jonson, samt var från 1915 gift med riksbibliotekarien Isak Collijn.
Makarna Collijn är begravda på Norra begravningsplatsen utanför Stockholm.

## Karriär

Ellen Appelberg som Madam Salvesen i Baldevins bröllop, Intima teatern 1912

Appelberg begick sin scendebut vid Sundsvalls teater 1906. Påföljande år engagerades hon i teaterdirektören Hugo Rönnblads sällskap men övergick kort därefter till Vilhelm Olins sällskap där hon var 1907–1908. Därefter verkade Appelberg främst vid olika teatrar i Stockholm, däribland Folkteatern 1908–1910, Södra teatern 1910–1911 och Intima teatern 1911–1921. Åren 1921–1923 var hon vid Dramaten och gjorde under denna period fjorton roller där men återkom 1935 för en enstaka insats som modern i Strindbergs Ett drömspel (en roll hon gjort redan 1921). Generellt verkar Appelbergs sceniska karriär ha avtagit efter mitten av 1920-talet även om hon också under påföljande decennium kunde ses i spridda uppsättningar på Oscarsteatern och Blancheteatern. År 1937 framträdde hon med uppläsning på Utrikesministerhotellet i Stockholm.

## Filmografi
- 1910 – Bröllopet på Ulfåsa
- 1910 – Regina von Emmeritz och Konung Gustaf II Adolf
- 1916 – Hon segrade
- 1925 – Ingmarsarvet

## Teater

### Roller (ej komplett)
| År   | Roll                       | Produktion                                                  | Regi                            | Teater         |
| ---- | -------------------------- | ----------------------------------------------------------- | ------------------------------- | -------------- |
| 1909 |                            | Schöllers pensionat                                         |                                 | Folkteatern    |
| 1911 | Frun i huset               | Phyllis Cecil Hamilton                                      |                                 | Intima teatern |
| 1911 |                            | Bland vassen Gustaf Collijn                                 |                                 | Intima teatern |
| 1911 |                            | Unge greven Knut Michaelson                                 | Knut Michaelson                 | Intima teatern |
| 1911 | Julens ängel               | Jul August Strindberg                                       |                                 | Intima teatern |
| 1912 | Grete                      | Kärlek utan strumpor Johan Herman Wessel                    |                                 | Intima teatern |
| 1912 | Anna Grube                 | Skuggan Thore Blanche                                       |                                 | Intima teatern |
| 1912 | Madame Salvesen            | Baldevins bröllop Vilhelm Krag                              |                                 | Intima teatern |
| 1912 |                            | Fannys första stycke George Bernard Shaw                    | Gustaf Collijn                  | Intima teatern |
| 1912 | Elna                       | Vid korsvägen Ernst Didring                                 | Emil Grandinson Knut Michaelson | Intima teatern |
| 1912 | Sarah McMinn               | Drönaren Rutherford Mayne                                   | Emil Grandinson                 | Intima teatern |
| 1913 | Fru Vidal                  | Fästningen faller Sacha Guitry                              | Knut Michaelson                 | Intima teatern |
| 1913 | Hilma                      | Aldrig i livet Gustaf af Geijerstam                         | Emil Grandinson                 | Intima teatern |
| 1913 | Sara                       | Dynastin Peterberg Mikael Lybeck                            | Knut Michaelson                 | Intima teatern |
| 1914 | Clotilde de Savageat       | Hemligheten Henry Bernstein                                 | Knut Michaelson                 | Intima teatern |
| 1914 | Fru Mary Dam               | Lilla Eva Olga Ott                                          | Einar Fröberg                   | Intima teatern |
| 1914 | Fru Carlotta               | Den fule Ferante Sabatino Lopez                             | Emil Grandinson                 | Intima teatern |
| 1915 | Elisaweta                  | Attentatet Leo Birinski                                     | Emil Grandinson                 | Intima teatern |
| 1915 | Cornelia                   | Kärleken till nästan Gunnar Heiberg                         | Emil Grandinson                 | Intima teatern |
| 1915 | Fru Ford                   | Muntra fruarna i Windsor William Shakespeare                | Emil Grandinson                 | Intima teatern |
| 1915 | Geske                      | Den politiske kannstöparen Ludvig Holberg                   | Einar Fröberg                   | Intima teatern |
| 1915 | Sörensen                   | Erotik Gustav Wied                                          | Einar Fröberg                   | Intima teatern |
| 1915 | Fru Wahlström              | Hittebarnet August Blanche                                  | Einar Fröberg                   | Intima teatern |
| 1916 | Tulpe                      | Hannele Gerhart Hauptmann                                   | Einar Fröberg                   | Intima teatern |
| 1917 | Lady Milligan              | Jeffrey Pantons historia Alfred Sutro                       | Einar Fröberg                   | Intima teatern |
| 1917 | Thilda                     | Zoologi Ludwig Thoma                                        | Einar Fröberg                   | Intima teatern |
| 1917 | Frasquita                  | Socorros inackorderingar Miguel Ramos Carrión och Vital Aza | Einar Fröberg                   | Intima teatern |
| 1917 | Toni Leitenberger          | Ungdomsvänner Ludwig Fulda                                  | Einar Fröberg                   | Intima teatern |
| 1917 | Grevinnan                  | Adlig ungdom Algot Ruhe                                     | Rune Carlsten                   | Intima teatern |
| 1917 | Lisa Spitsenas             | Kapten Puff eller Storprataren Olof Kexél                   | Rune Carlsten                   | Intima teatern |
| 1918 | Hertiginnan av York        | Richard III William Shakespeare                             | Einar Fröberg                   | Intima teatern |
| 1918 | Marie                      | Under lagen Edvard Brandes                                  | Einar Fröberg                   | Intima teatern |
| 1918 | Marfa                      | Den röde André Mikael Lybeck                                | Rune Carlsten                   | Intima teatern |
| 1918 | Alma                       | Narren Peter Egge Rune Carlsten                             | Rune Carlsten                   | Intima teatern |
| 1919 | Aline Solness              | Byggmästare Solness Henrik Ibsen                            | Einar Fröberg                   | Intima teatern |
| 1919 | Mrs Culver                 | Titeln Arnold Bennett                                       | Einar Fröberg                   | Intima teatern |
| 1919 | Geheimerådinnan            | Ambrosius Christian Molbech                                 | Einar Fröberg                   | Intima teatern |
| 1920 | Gedske                     | Barnsölet Ludvig Holberg                                    | Rune Carlsten                   | Intima teatern |
| 1920 | Grevinnan de Saint-Servant | Aigretten Dario Niccodemi                                   | Einar Fröberg                   | Intima teatern |
| 1920 | Mrs Shuttleworth           | Änkleken W. Somerset Maugham                                | Rune Carlsten                   | Intima teatern |
| 1920 | Germaine Bellanger         | Min far hade rätt Sacha Guitry                              | Einar Fröberg                   | Intima teatern |
| 1920 | Elena Petrovna             | Professor Storitzyn Leonid Andrejev                         | Einar Fröberg                   | Intima teatern |
| 1920 | Paulette Vannaire          | Fästningen faller Sacha Guitry                              |                                 | Intima teatern |
| 1921 | Kristina                   | Påsk August Strindberg                                      |                                 | Intima teatern |
| 1921 | Cecile Gerbier             | Dygdens stig Robert de Flers och Gaston Arman de Caillavet  | Einar Fröberg                   | Intima teatern |
| 1921 | Helene du Moulin           | En hustru för mycket Francis de Croisset                    | Einar Fröberg                   | Intima teatern |
| 1921 | Fru Tourrare               | Hemkomsten Robert de Flers och Francis de Croisset          | Karl Hedberg                    | Dramaten       |
| 1922 | Grevinnan d'Eguzon         | Äventyret Gaston Arman de Caillavet och Robert de Flers     | Karl Hedberg                    | Dramaten       |
| 1922 | Fröken Martinet            | Storfursten Sacha Guitry                                    | Olof Molander                   | Dramaten       |
| 1923 | Miss Prism                 | Mister Ernest Oscar Wilde                                   | Gustaf Linden                   | Dramaten       |
| 1923 | Johanna Schopenhauer       | Schopenhauer Mikael Lybeck                                  | Olof Molander                   | Dramaten       |
| 1923 | Omah                       | Öster om Suez W. Somerset Maugham                           | Ernst Eklund                    | Komediteatern  |
| 1923 |                            | Hjärter är trumf Félix Gandéra                              | Ernst Eklund                    | Komediteatern  |
| 1930 | Fru Ellen Hovig            | Nyckelromanen Ragnar Josephson                              | Erik Berglund                   | Oscarsteatern  |
| 1935 | Melanie Laroche            | Sådana tider Édouard Bourdet                                | Per Lindberg                    | Vasateatern    |

### Huvudkällor
- Einar Sundström, Arne Lindenbaum och Åke Vretblad (red.): Svenska konstnärer inom teaterns, musikens och filmens värld (Stockholm 1943)